# De la vertu
De la vertu est un dialogue platonicien dont le sujet central est la vertu. Ce texte apocryphe ne se trouve ni dans le classement de Thrasylle[Lequel ?] ni dans la liste des apocryphes de Diogène Laërce. Il n'a été conservé que grâce à certains manuscrits, parmi lesquels figure le Parisinus Graecus 1807. Une des hypothèses au sujet de son origine en fait un pastiche composé dans une école socratique. Les questions abordées dans ce dialogue sont sensiblement les mêmes que celles qui occupent le Ménon : La vertu peut-elle s'enseigner ? ; Vient-elle de la nature ? ; Est-ce un don divin? 

## Datation et thématique
Il est impossible de déterminer la date exacte de composition de ce dialogue, mais nous savons toutefois qu'il est apocryphe.
La vertu est un thème important pour la civilisation grecque; en introduction au texte De la vertu, Luc Brisson, spécialiste de Platon, explique: « le thème de la vertu demeura très populaire durant toute l'Antiquité, dans la mesure où il définissait les moyens qui permettent à l'homme de devenir meilleur et d'atteindre l’excellence, ce qui était considéré comme le but ultime de la vie humaine  ».
Le dialogue se fait entre Socrate et un interlocuteur anonyme, qualifié de différentes manières selon les manuscrits : le plus souvent, « disciple », dans un autre « éleveur de chevaux », dans un autre « Ménon ».

## Résumé
Le dialogue s'ouvre sur la question de savoir comment acquérir un savoir dans un domaine particulier, auquel cas il est déterminé qu'il faut s'adresser à des spécialistes connexes au savoir donné. Ainsi, pour la vertu, il faut s'en remettre aux gens de bien, qui se trouvent à être Thucydide, Thémistocle, Aristide et Périclès. Or, ces gens pris en exemple pour vertueux, n'ont pas rendu leur fils plus vertueux, ni quiconque semble-t-il; ainsi, il est déduit que la vertu ne s'enseigne pas. Ensuite Socrate suppose qu'il n'existe pas de manière de savoir qui est vertueux ou non, de la même manière que les vérificateurs des pièces de monnaie peuvent savoir si le métal était pur ou non. Finalement, Socrate postule que la vertu n'échoit point aux hommes ni par l'enseignement, ni par la nature. Les hommes vertueux reçoivent une espèce de don divin, un peu comme les oracles, par inspiration divine.

## Place dans l'œuvre
Il est probable que le texte De la vertu fut un simple exercice de rhétorique. Quoiqu'il témoigne de l'influence de l'écriture platonicienne, cet écrit n'est pas cohérent dans l’œuvre de Platon (ce qui est normal étant donné qu'il est apocryphe). En effet, dans les écrits (non apocryphes) de Platon, la vertu est traitée différemment; dans le Lachès, elle est définie comme « la connaissance qui porte sur tous les biens et tous les maux », et, pour Platon, la vertu peut advenir chez un individu par la bonne éducation et si la nature y a placé les dispositions nécessaires. Ainsi, elle n'est pas définie chez Platon comme un don divin qui ni ne s'apprend, ni n'est issu de la nature, mais comme les deux à la fois.